# Čamorové

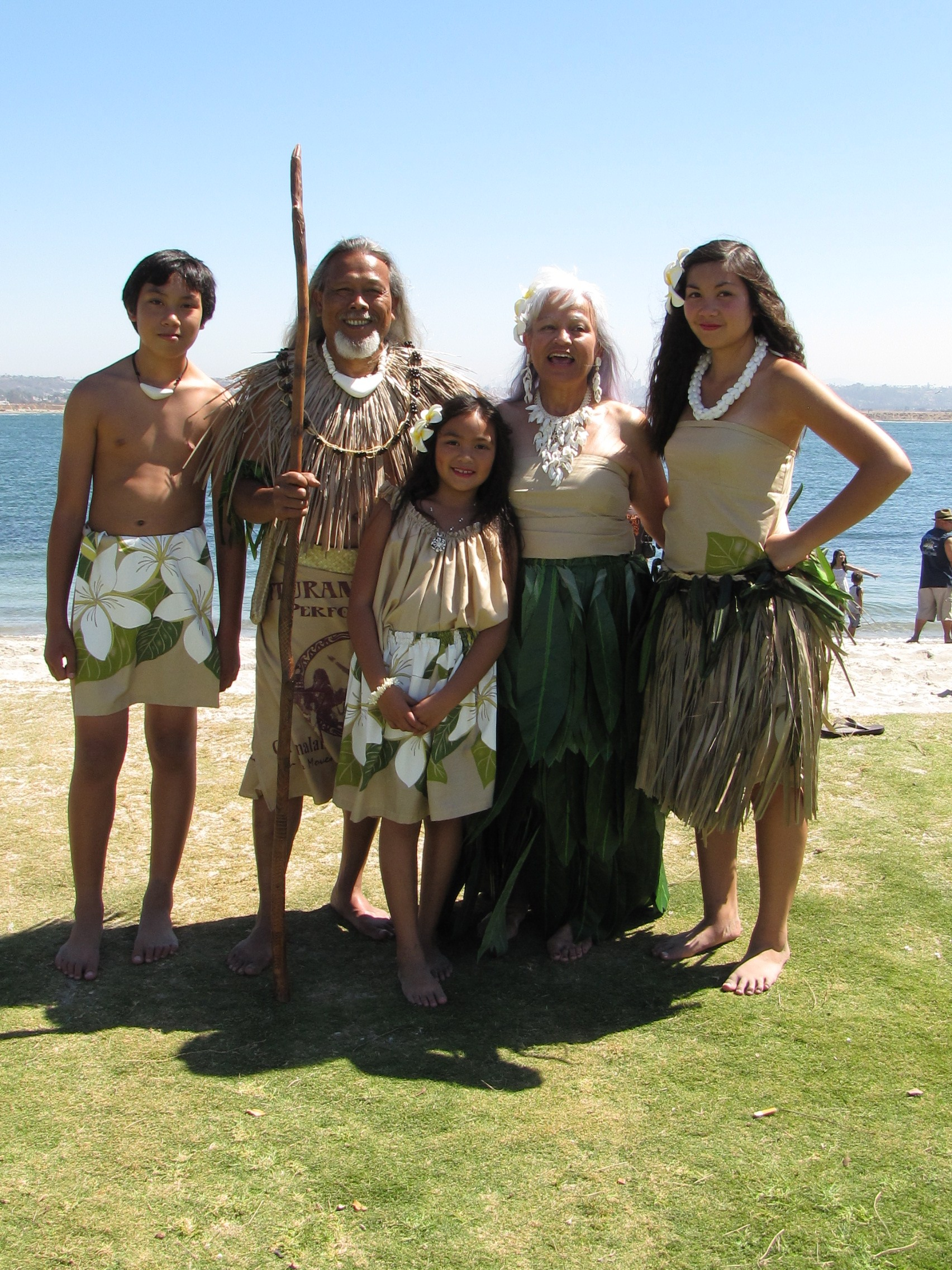
Čamorští tanečníci na festivalu v San Diegu

Čamorové, také Chamorrové nebo Chamorové, jsou obyvatelé Mikronésie. Národ vznikl smíšením původních austronéských obyvatel se Španěly a Filipínci. Hovoří vlastním jazykem chamorro, který v poslední době vytlačuje angličtina. Asi 65 000 Čamorů obývá Guam, dalších 20 000 Severní Mariany a 90 000 žije v USA (především Havaj a Kalifornie). Pro jejich tradiční kulturu jsou typické megalitické stavby zvané latte. Od 16. století, kdy se staly Marianské ostrovy španělskou državou, vyznávají Čamorové katolicismus.
Pojmenování etnika pochází od slova čamuru, označujícího tradiční náčelnickou vrstvu, což znělo Španělům podobně jako chamorro – holý (Mikronésané jsou méně ochlupení než běloši).